# آب زهلة أناركي
آب زهلة أنارکي (قيلاب) (بالفارسية: آبزهله‌انارکی) هي منطقة سكنية تقع في قسم قيلاب الريفي، بمقاطعة أنديمشك التابعة محافظة خوزستان، إيران.